# Tom Berendsen
Tom Berendsen, né le 11 avril 1983 à Bréda, est un homme politique néerlandais. Membre de l'Appel chrétien-démocrate (CDA), il siège au Parlement européen depuis le 2 juillet 2019.

## Biographie
Tom Berendsen étudie l'administration publique à l'université de Tilbourg et participe à un échange à la KU Leuven dans le cadre du programme Erasmus. Il déménage par la suite à Bruxelles où il est chargé de la promotion politique de sa province natale du Brabant-Septentrional. Entre 2009 et 2015, il est membre de la délégation de l'Appel chrétien-démocrate (CDA) au sein du Groupe du Parti populaire européen (démocrates-chrétiens) au Parlement européen.
Il travaille ensuite comme consultant en développement durable pour PricewaterhouseCoopers aux Pays-Bas. Tom Berendsen est élu au Parlement européen lors des élections de 2019 sur la liste de l'Appel chrétien-démocrate menée par Esther de Lange et prend ses fonctions le 2 juillet suivant en tant que député européen. Il est réélu en 2024.